# Calendar competițional FRCT 2011
Calendarul competițiilor sportive organizarte de către Federația Română de Ciclism și Triatlon în anul 2011.

## Șosea
| - 20: Cupa Bucureștiului (Dragonul Roșu) - 27: Cupa Niro etapa 1 (Dragonul Roșu) - 3: Memorialul Hasan Sert (Dragonul Roșu) - 9-10: Cupa Mureșul - Turul Ardealului (Județul Mureș) - 10: Cupa Primăverii (Dragonul Roșu, amânată) - 17: Cupa Niro etapa 2 (Dragonul Roșu) - 30: Cupa Dunării de Jos (Brăila, amânată) - 1: Cupa Olimpia - Circuit (Dragonul Roșu) - 12-15: Cupa Autoconstruct (Câmpulung Muscel) - 19-23: Turul Dobrogei (Județul Constanța) - 26-29: Cupa Oltenia (Craiova, amânată) - 1: Cupa 1 Iunie (Zărnești) | - 4-11: Turul României - 21-22: Cupa F.R.C.T. - Seniori (Izvorul Mureșului) - 23-26: Campionatele Naționale de Șosea (Izvorul Mureșului) - 1-3: Circuitul Judetului Prahova - 6-10: Turul Ciclist al Sibiului - 16-17: Memorialul Constantin Vagneti (Ploiești) - 11-14: Turul Ținutului Secuiesc (Miercurea Ciuc) - 18: Cupa Raceteck (Brașov) - 27-28: Cupa Mazicon (Dragonul Roșu) - 1: Criteriul Juniorilor (Constanța) - 26: Memorialul Martie Ștefănescu (Poiana Brașov) |

## Triatlon
| - 2: Cupa Olimpia - Duatlon (Parcul Tineretului) - 16: Campionatele Naționale de Duatlon (Snagov) - 18: Cupa Olimpia - Triatlon (Snagov) - 17: Campionatul Municipal de Triatlon (Snagov) | - 21: Cupa Tri-Aluta (Sfântu Gheorghe) - 16-17: Campionatul Național de Triatlon (Mamaia) - 17: Campionatul Balcanic de Triatlon (Mamaia) |

## MTB
| - 10-11: Romanian Experience Et.1 -XCO (Pitești) - 16: Maros Bike XCO (Cluj-Napoca) - 27-28: Romanian Experience XCO (Câmpulung Muscel) - 9: Cupa Racetech XCM Predeal - 19-24: Campionat Național DHI Bonloc Brașov Cupa Play Bike | - 10-11: Campionatele Naționale MTB-Maraton (Cluj-Napoca) - 25: Maros Bike-Maraton -XCM (Cluj-Napoca) - 1: Emmedue Sport Cup (Ploiesti) - 8: Romanian Expirience XCO - 9: Trofeul Vectra XCO Ciclocros - 24: Romanian Expirience XCO - 25: Cupa Poiana (Poiana Brașov) |